# Cupar

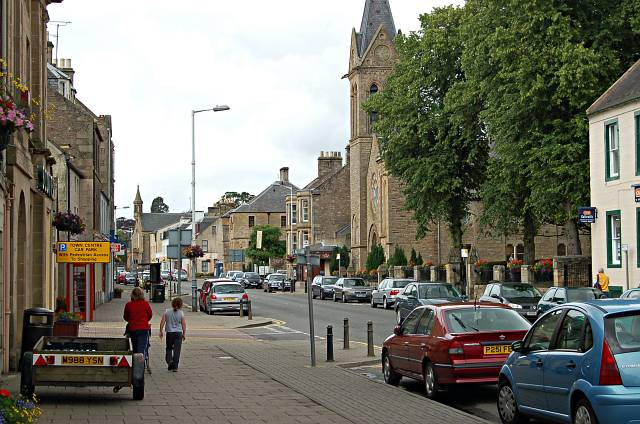
Cupar

Cupar (in gaelico scozzese Cùbar) è una città del Fife, Scozia, Regno Unito, situata tra Dundee e Glenrothes, con una popolazione di 8.506 al censimento del 2001, la nona città più popolosa del Fife.
Cupar si è sviluppata attorno al Cupar Castle, sede dello sceriffo e possedimento dei conti del Fife.
Nel XIII secolo Cupar ebbe grande importanza per essere diventata sede di un'assemblea dei tre stati, clero, nobiltà e borghesia, organizzati da Alessandro III di Scozia nel 1276 come precursore del Parlamient of Scotland.